# Pantaléon I de Bréda
Pantaléon I de Bréda, baptisé le 12 janvier 1666 à Paris, mort en 1738, est un officier militaire, colon et planteur esclavagiste français. Il a passé une grande partie de sa carrière dans la colonie française de Saint-Domingue (actuelle Haïti).

## Biographie
Pantaléon I de Bréda est le fils de Jacques de Bréda et d’Adrienne d’Orsie ; entré dans la marine en 1682, il est nommé lieutenant aux Îles d’Amérique en 1685, capitaine à Saint-Domingue en 1696, major à Léogâne en 1701, au Cap-Français en 1705, Lieutenant de Roi à Port-de-Paix en 1714, il quitte la carrière militaire en 1725.
Il épouse en 1706 Elisabeth de Bodin de Vaux (1682-1752) et ont trois enfants :
- Elisabeth de Bréda (née le 27 décembre 1706 à Plaine-du-Nord, morte en 1754), épouse en 1721 Louis du Trousset d'Héricourt.
- Marie-Anne Bréda (née le 30 mai 1708 à Plaine-du-Nord, morte en 1761), épouse en 1726 le comte Louis de Noé (né le 3 juin 1691 au château de l'Isle-à-Noé, mort en duel en 1730 au Cap-Français). De leur union, naît Louis-Pantaléon de Noé, en 1728.
- Pantaléon II de Bréda (né le 28 août 1711, mort en 1786)

Pantaléon de Bréda  était propriétaire de l’importante habitation Bréda du Haut-du-Cap (Cap-Français), sur laquelle Toussaint Louverture naît en 1743.